# Vereinigte Werkstätten für Kunst im Handwerk

Aktie über 100 RM der Vereinigten Werkstätten für Kunst im Handwerk AG vom September 1926

Die Vereinigten Werkstätten für Kunst im Handwerk (1898–1991) in München und Bremen waren ein von Künstlern initiiertes Unternehmen zur Produktion von individuell oder in Kleinserien gefertigten Inneneinrichtungen.

## Von der Gründung bis zum Ersten Weltkrieg
Die Ideale des frühen Jugendstils (Ablehnung der industriellen Massenproduktion, Wertschätzung handwerklicher Arbeit, Überwindung des historisierenden Stilpluralismus, Neugestaltung der alltäglichen Lebensumwelt, Sichtbarmachen der Dingfunktionalität) fanden ihren Niederschlag in der für die deutsche Kunstszene nachhaltig wirksamen VII. Internationalen Kunstausstellung im Münchner Glaspalast von 1897. Die Verantwortlichen für eine dort gezeigte Abteilung mit kunsthandwerklichen Objekten regten einige Münchener Handwerksbetriebe zum Zusammenschluss an, der am 6. April 1898 mit Sitz in der Erzgießereistraße 18 in Form einer GmbH förmlich zustande kam. Als Mentoren dieses Prozesses werden Bruno Paul, Bernhard Pankok, Richard Riemerschmid und Hermann Obrist angesehen. Die Geschäftsführung lag bei dem Maler Franz August Otto Krüger.

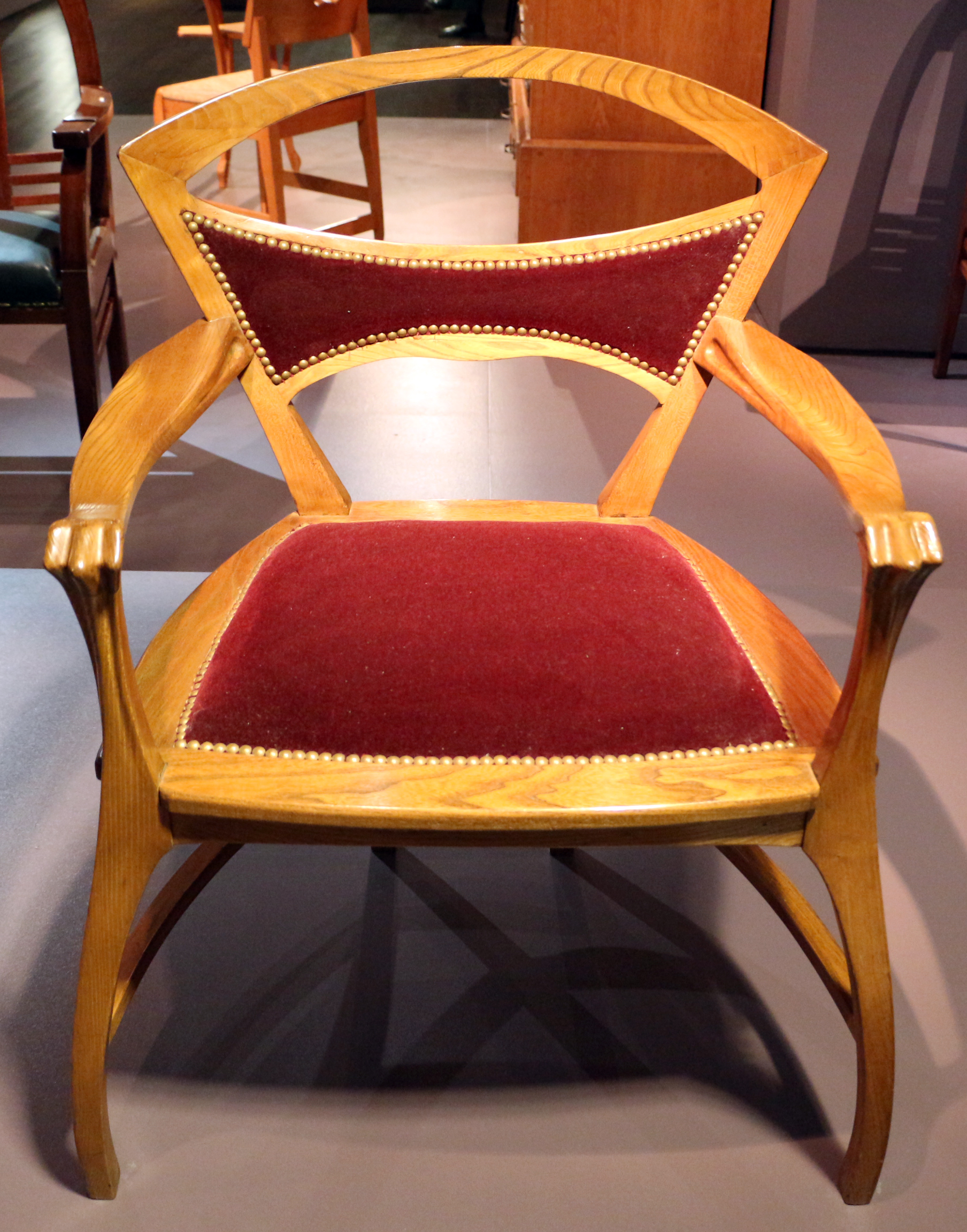
Bruno Paul für Vereinigte Werkstätten für Kunst im Handwerk, 1900

Schon in den Anfangsjahren ließen auch andere fortschrittliche Entwerfer für das Kunsthandwerk ihre Ideen dort realisieren. Zu ihnen gehörten Peter Behrens, Eugen Berner, Margarethe von Brauchitsch, Paul Haustein, Rudolf Rochga, Theo Schmuz-Baudiß und Paul Schultze-Naumburg. Die hinter ihnen stehenden Auftraggeber waren wohlhabende Intellektuelle und Künstler. Markante Entwürfe für die Vereinigten Werkstätten wurden in kunsthandwerklich orientierten Zeitschriften, wie Deutsche Kunst und Dekoration oder Innendekoration publiziert. Programmatischen Ausdruck fand 1899–1901 der neue Stil der Werkstätten in der von Rudolf Alexander Schröder eingerichteten Münchner „Insel-Wohnung“, den Repräsentationsräumen der gleichnamigen Monatsschrift, aus der 1901 der Insel Verlag hervorging.

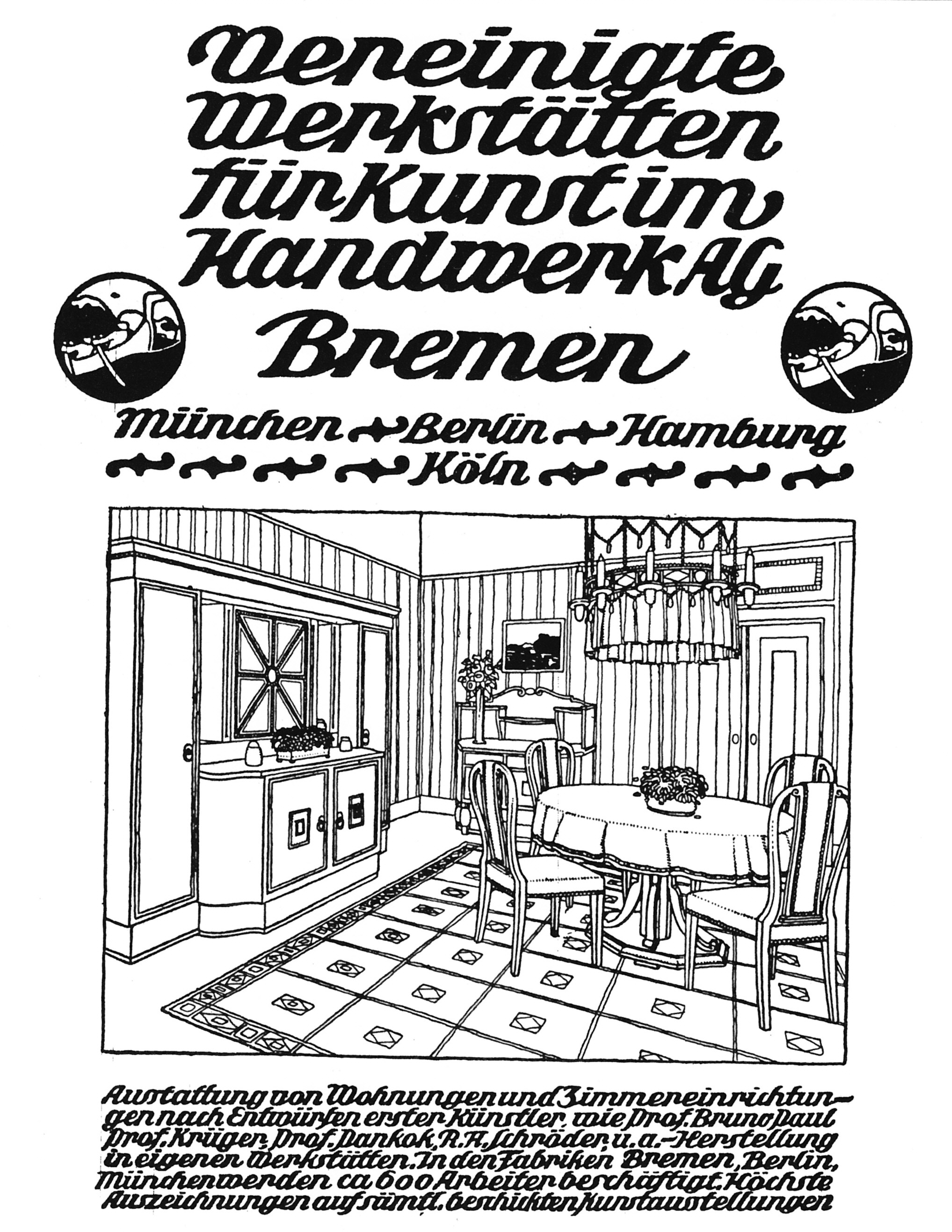
Inserat der Vereinigten Werkstätten, 1909

Auf der Pariser Weltausstellung im Jahr 1900 bekamen die Vereinigten Werkstätten für ihre drei Ausstellungsräume (von Pankok, Paul, Riemerschmid) einen Grand Prix. Die hier gezeigten Einrichtungen zeichneten sich durch reduzierte Ornamentik und Sichtbarkeit der konstruktiven Struktur aus. Von Bruno Paul entworfene Möbel waren 1902 auch auf der 1. Internationalen Ausstellung für moderne dekorative Kunst in Turin zu sehen. Die auf der Weltausstellung St. Louis 1904 präsentierten Möbel, besonders diejenigen Bruno Pauls, markieren einen Übergang von den geschwungenen Formen eines floral inspirierten Jugendstils hin zu strengerer Geradlinigkeit und einer Anpassung an maschinelle Produktionsweisen. Um 1908 produzierten die Vereinigten Werkstätten Bruno Pauls „Typenmöbel“, standardisierte und für die Serienproduktion geeignete Einrichtungsmodule, wie man sie in späteren Jahrzehnten als „Anbaumöbel“ wiederentdeckte. 1907 beteiligten sich die Vereinigten Werkstätten am Aufruf zur Gründung des Deutschen Werkbunds. Am 14. Februar des gleichen Jahres wurde die GmbH in eine Aktiengesellschaft (Grundkapital 1.750.000 Mark) umgewandelt. Aufsichtsratsvorsitzender wurde der aus einer Großindustriellenfamilie stammende Theodor von Cramer-Klett. Die Werkstatt zog 1908 in die Ridlerstraße 31 um, am Odeonsplatz 1 wurden Verkaufs- und Ausstellungsräume eingerichtet. 1907 führten die Vereinigten Werkstätten erstmals einen Auftrag für den Norddeutschen Lloyd (NDL) aus: Ausstattung der Luxuskabinen für den Schnelldampfer Kronprinzessin Cecilie. Es folgte die nahezu gesamte Einrichtung für den Salonpostdampfer George Washington. Erstmals nach dem historisierenden Pomp, der zuvor die Räume der I. Klasse auf Transatlantikdampfern dominiert hatte, kam hier die Schlichtheit und zarte Eleganz Olbrichs, Pauls, Riemerschmids und Rudolf Alexander Schröders zum Zuge. Es war der Generaldirektor des NDL, Heinrich Wiegand, eine allen neuen Entwicklungen, sei in Schiffstechnik oder moderner Kunst, aufgeschlossene und gebildete Persönlichkeit, die den Vereinigten Werkstätten dieses neue Tätigkeitsfeld eröffnete. Folgerichtig wurden in Bremen am 1. März 1907 ein Ausstellungs- und Verkaufslokal (Am Wall 138) und in Bremen-Hemelingen eigene Werkstätten unter der Leitung von Gottfried William Schröder etabliert. 1910 wurde auch der Hauptsitz nach Bremen verlegt, wo er bis 1939 verblieb. Auch die HAPAG wurde als Kunde gewonnen. Als zuliefernde Entwerfer werden jetzt Emanuel von Seidl, Wackerle, Weiss, Orlik, Peter Danzer, Th. Th. Heine, Fritz Erler, Blümel, Ernst Haiger, C. Rehm, F. Landauer, und M. M. Oswald genannt. Die Reformbewegung hatte vor dem Ersten Weltkrieg immer wieder auch Anregungen aus der Volkskunst aufgenommen. Dementsprechend boten die Niedersächsischen Kunstwerkstätten, eine Abteilung des Bremer Unternehmens, um 1910/11 einige Jahre lang Bauernmöbel (z. B. nach Entwürfen von Bruno Paul und Heinrich Ruyter) und gewebte Gobelins (Entwürfe von Emil Högg) an.
Neben der Filiale München (mit Margarete von Brauchitsch als Leiterin der Stickerei-Abteilung), wurden noch vor dem Ersten Weltkrieg auch in Hamburg, Berlin (mit F. A. O. Krüger und der Stoffabteilung) Köln, Hannover, Nürnberg und Darmstadt Zweigstellen eingerichtet.
Der Bremer Rudolf Alexander Schröder lieferte von 1910 bis 1914 zahlreiche Entwürfe für die Privaträume einer in den letzten Vorkriegsjahren reich gewordenen bürgerlichen Oberschicht, die sich durch „moderne“ und „geschmackvolle“ Einrichtungen von hoher materieller und handwerklicher Qualität, die mit den Namen prominenter Innenarchitekten verbunden waren, vom Massengeschmack absetzen wollten. Des Weiteren sind noch Carl Weidemeyer, nach dessen Entwürfen neben Möbeln auch Holzspielzeug hergestellt wurde, Fritz August Breuhaus de Groot, Elisabeth von Baczko und Walter Müller-Worpswede zu nennen. Der „geradlinige Stil“ (Sonja Günther), wie ihn Bruno Paul und andere im ersten Jahrzehnt vertreten hatten, war allerdings von den Gestaltern anspruchsvoller, individuell gefertigter Möbel dieser Zeit schon wieder weitgehend verlassen worden und hatte neobiedermeierlichen und neoklassizistischen Dekoren Platz gemacht. Auch die auf die Weltausstellung Brüssel (1910) geschickten Möbel verabschiedeten sich mit ihren rokokohaften Anklängen von der Avantgarde. Andererseits wurde die rationalisierte Produktion von schlichten „Typenmöbeln“, also Serienfertigungen für ein intellektuelles, mittelständisches Bürgertum vorangetrieben.

## Dampferstil und NS-Repräsentation

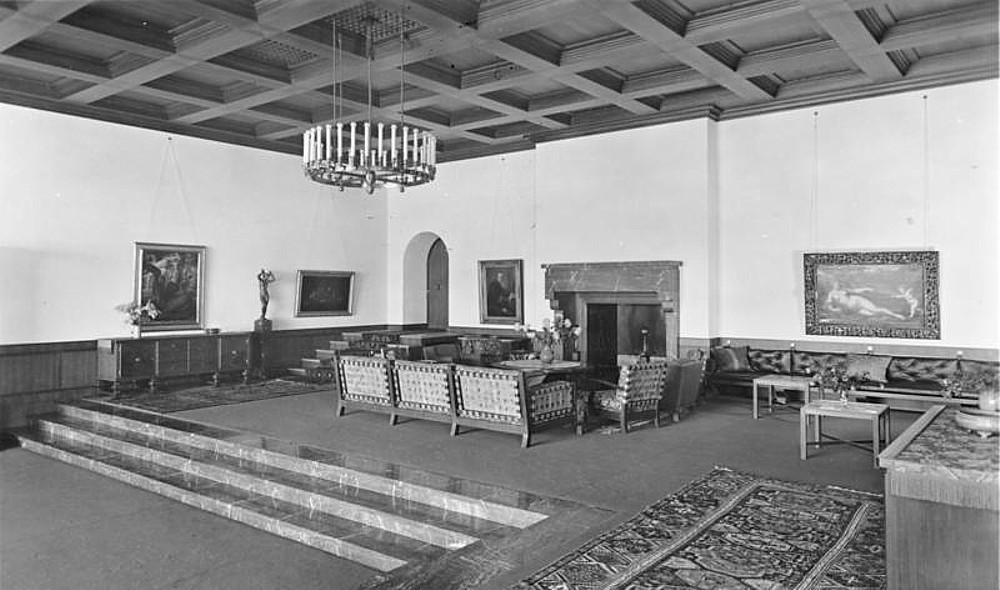
Obersalzberg, Berghof, Große Halle, 1935

1927/29 waren die Vereinigten Werkstätten in führender Position an einem der prominentesten Einrichtungsaufträge der Weimarer Zeit beteiligt: der Ausstattung des Schnelldampfers Bremen. Noch einmal arbeiteten mit F. A. Breuhaus und anderen die aus der Vorkriegszeit bekannten Einrichter zusammen. Doch ihre Heranziehung blieb eine Ausnahme. Protagonist unter den Entwerfern für die Innenausstattung der Passagierdampfer des Norddeutschen Lloyd blieb vielmehr Paul Ludwig Troost, der bereits ab 1922 zu den Einrichtungen der Vereinigten Werkstätten beigetragen hatte.
Heinrich Söller und Josef Henselmann gründeten 1930 eine eigenständige Dependance in München.
Nachweislich von den Vereinigten Werkstätten ausgestattete Passagierschiffe waren:
Columbus (1913/1924), Köln (1921/1928), München (1921/1926), Sierra Nevada (1922/1925), Sierra Ventana (1923/1926), Stuttgart (1923/1928), Sierra Morena (1924), Berlin (1925), Europa (1928/1930). Auch an den Dampfern Ohio, Prinz Friedrich Wilhelm, Steuben, York, Dresden waren die Vereinigten Werkstätten beteiligt.
Den von Troost maßgeblich geprägten Dampferstil setzte er bei seinen Aufträgen für Repräsentanten des NS-Regimes fort. Schon gleich ab 1933 statteten die Vereinigten Werkstätten eine Reihe von Privaträumen für Adolf Hitler aus und auch noch nach dem Tod des Architekten (1934) wurde dabei vielfach auf dessen Entwürfe zurückgegriffen. Zu nennen sind die „Führerwohnung“ in der Alten Reichskanzlei (1933, Paul Ludwig Troost), Halle und Privaträume auf dem „Berghof“ (1935, Gerdy Troost und Leonhard Gall), Deutsche Botschaft in London (1936, Hans Rußwurm), Neue Reichskanzlei und darin Wohnung Eva Braun (1939, Albert Speer) und das Außenministerium in Berlin (1940/41). Auch der Salonwagen 10205 für Hermann Göring wurde von den Werkstätten ausgestattet.

## Nach 1945

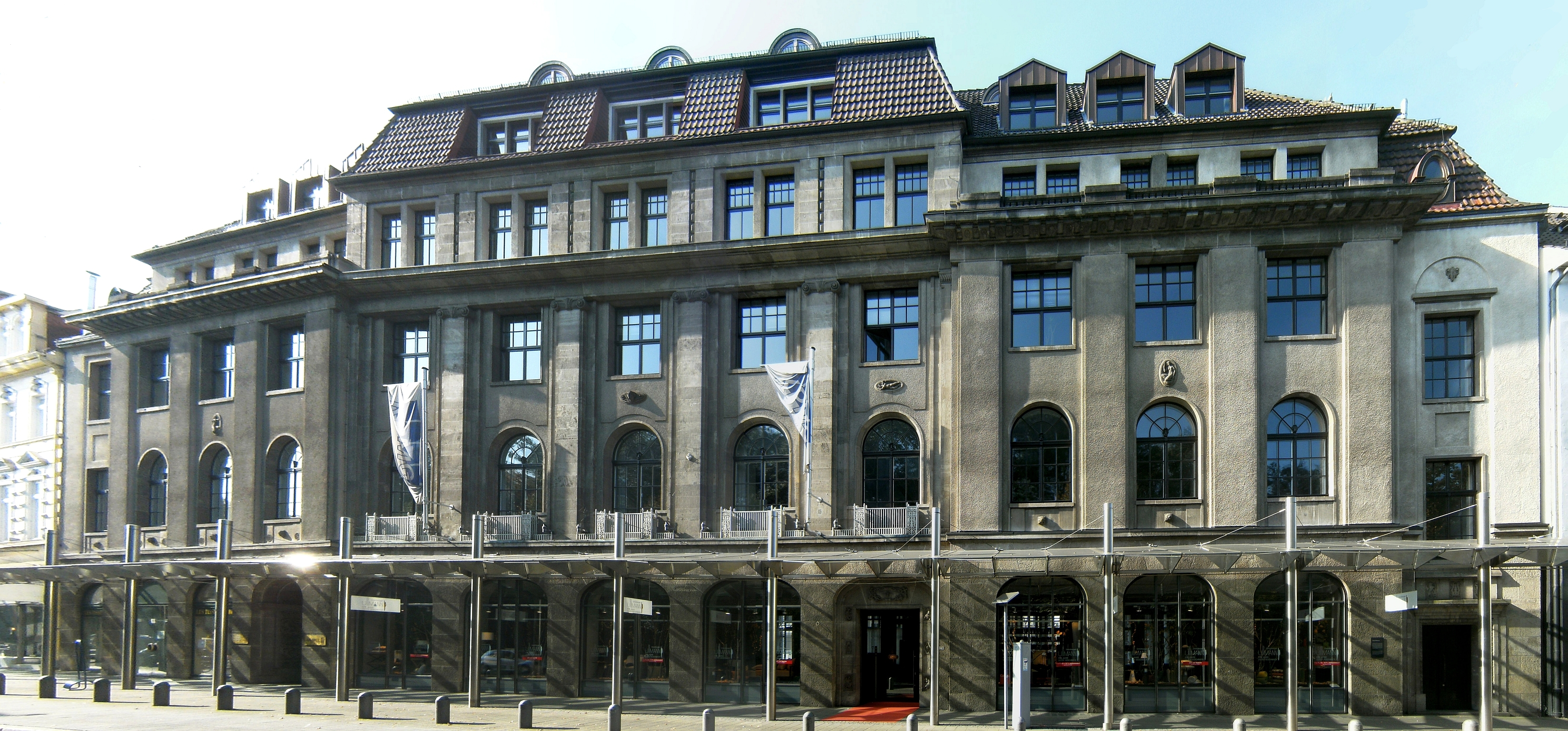
Geschäftssitz in Bremen "Am Wall"

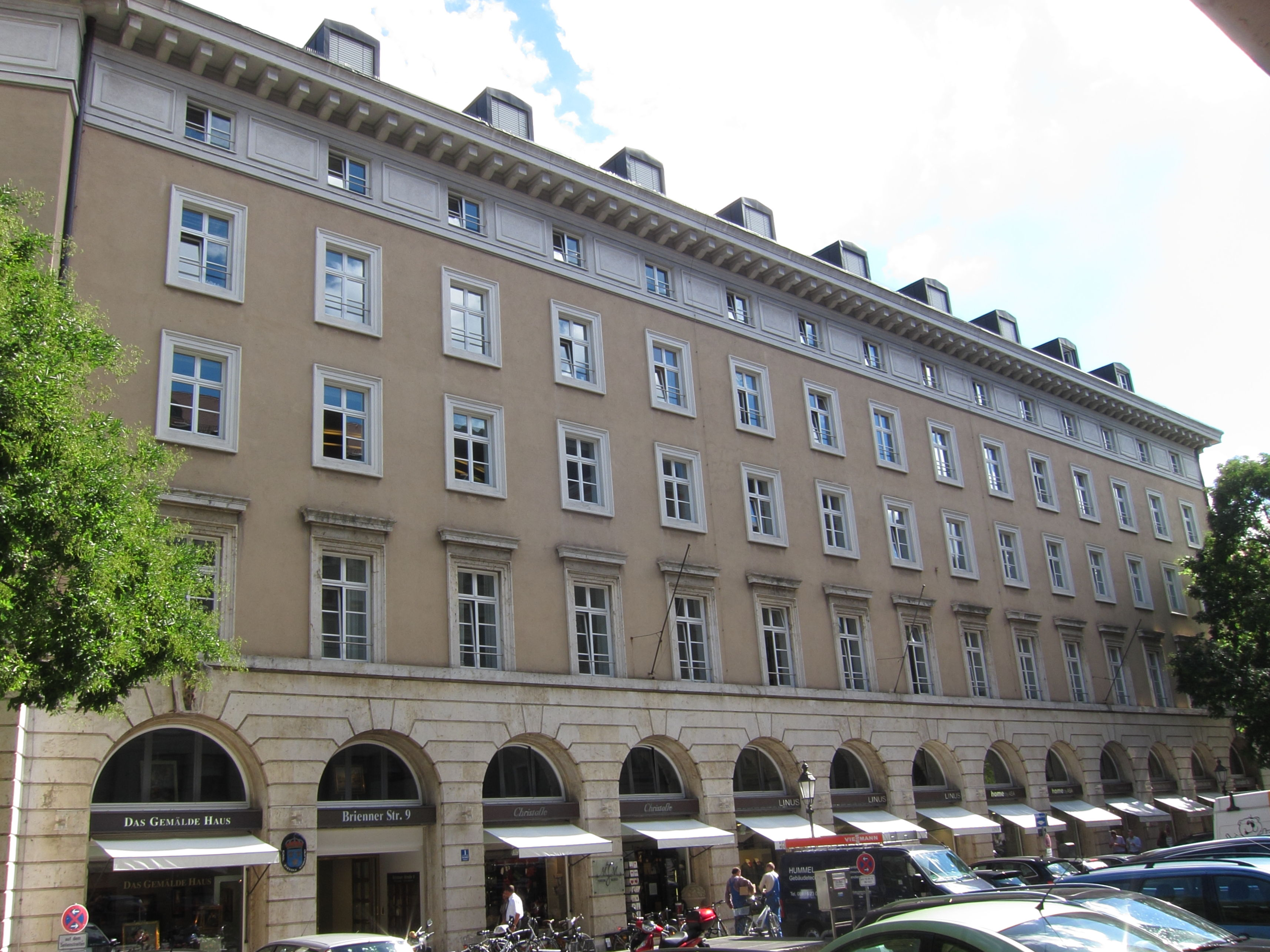
Geschäftssitz am Amiraplatz in München

Bereits 1939 hatte die Firma ihren Hauptsitz von Bremen (wo man noch 1936 das Geschäftshaus Am Wall 175–177 käuflich erworben hatte) nach München zurückverlegt und bezog 1940 das Ausstellungsgebäude am Amiraplatz 1. Nach dem Krieg konnte sie trotz ihres Aufschwungs in den 1950er Jahren an ihre einstmals führende Rolle nicht wieder anknüpfen. Denn über mehrere Jahrzehnte hinweg gab es keinen nennenswerten Privatkundenmarkt mehr für Einzelanfertigungen von künstlerisch anspruchsvollem oder gar avantgardistischem Möbeldesign. Der Vertrieb verlegte sich auf geschmacklich einwandfreie Handelsmöbel. In den 1960er Jahren suchte man mit Kunstausstellungen in den Geschäftsräumen die Verbindung zu einem kulturinteressierten Publikum. Bis zum 1. Februar 1970 oder 1971 existierten noch in Bremen die Vereinigten Werkstätten als produzierende Zweigstelle. Anfang der 1980er Jahre schloss auch das dortige, den Namen weiterführende Möbelgeschäft. Eine Kooperation mit zeitgenössischen Möbeldesignern in den 1980er Jahren konnte die wirtschaftlichen Probleme nicht ausgleichen, so dass die Vereinigten Werkstätten 1991 auch in München schließen mussten. Am 7. April 1991 wurde eine Umfirmierung in die "AMIRA Verwaltungs-A.G." vollzogen, die sich heute der Immobilienverwaltung widmet. Im November 2020 erklärte die "AMIRA Verwaltungs-A.G." ihre Verschmelzung mit der "Blitz 11-362 SE".
In der Ridlerstraße in München war ein moderner mehrgeschossiger Bau vorhanden, in dem zeitweise bis zu 100 Schreiner die Möbel und Innenausbauteile fertigten.